# Lopesia quadrata
Lopesia quadrata är en tvåvingeart som beskrevs av Peter Kolesik och Peacock 1999. Lopesia quadrata ingår i släktet Lopesia och familjen gallmyggor. Inga underarter finns listade i Catalogue of Life.